# Perfection Off
Perfection Off je debitantski studijski album skupine Dandelion Children. Izdan je bil leta 2007 v samozaložbi. Material za album sta brat in sestra Jure in Katja Kremenšek napisala že leta 2005, a ga do leta 2007 s skupino nista posnela.
Naslov albuma se navezuje na dejstvo, da sta člana skupine pri tem albumu prvič snemala, sposobnosti pisanja pesmi in igranja inštrumentov niso bile še tako dobro razvite, prvič sta se ukvarjala s produkcijo ipd., zato je po njunem mnenju veljalo, da popolnost ("perfection") ne more biti "prižgana" ("on"), temveč je po tej logiki lahko zgolj "ugasnjena" ("off").

## Seznam pesmi
Vse pesmi je napisala skupina Dandelion Children.
| Št.             | Naslov                                | Dolžina |
| --------------- | ------------------------------------- | ------- |
| 1.              | „24 Lines‟                            | 3:22    |
| 2.              | „Not Elevator Music‟                  | 3:42    |
| 3.              | „My Little Heart‟                     | 4:06    |
| 4.              | „Your Basic Blues Lesson‟             | 1:59    |
| 5.              | „Smoking at Toilets‟                  | 2:23    |
| 6.              | „8 Little Rotten Hamsters Are Coming‟ | 3:04    |
| 7.              | „Holes in My Shoes‟                   | 3:19    |
| 8.              | „Turtle (The Peace Loving Tank)‟      | 3:10    |
| 9.              | „Iron Pill‟                           | 1:29    |
| 10.             | „Simple Pure‟                         | 3:45    |
| 11.             | „Oh You're So Cute‟                   | 2:27    |
| 12.             | „Smiley Song‟                         | 1:30    |
| 13.             | „Thousands‟                           | 4:06    |
| 14.             | „Dandenoise‟ (v živo)                 | 3:06    |
| Skupna dolžina: | Skupna dolžina:                       | 41:15   |

## Osebje
Dandelion Children
- Jure Kremenšek – kitara, bas, vokal, besedila, naslovnica
- Katja Kremenšek – bobni

Tehnično osebje
- "Gregl" – miks in mastering